# Vườn quốc gia Polesie
Vườn quốc gia Polesie (tiếng Ba Lan: Poleski Park Narodowy) là một công viên quốc gia ở Lublin Voivodeship, miền đông Ba Lan, thuộc phần Ba Lan của vùng Polesie lịch sử. Được thành lập vào năm 1990 trên diện tích 48,13 km2, nó bao gồm một số đầm lầy than bùn cũ: Durne Bagno, Jezioro Moszne, Jezioro Długie, Torfowisko Orłowskie. Vào năm 1994, kích thước của nó đã được tăng thêm bằng việc bổ sung Bagno Bubnów, một địa hình đầm lầy nằm cạnh công viên. Hiện tại, công viên rộng 97.62 km2, trong đó rừng chiếm 47,8   km², và nước và đất hoang mạc chiếm 20.9   km².
Ý tưởng tạo ra một công viên quốc gia ở vùng Ba Lan của Polesie lần đầu tiên xuất hiện vào năm 1959. Trong những năm sau đó, một số khu bảo tồn đã được tổ chức tại đây, và năm 1982, chính phủ đã tuyên bố thành lập Poleski Park Krajobrazowy (Công viên phong cảnh Polesie). Hiện tại, mặc dù cơ sở hạ tầng của Polesie khá phát triển, nhưng nó hiếm khi được khách du lịch ghé thăm. Ở làng Załucze Stare có một trung tâm văn hóa với một bảo tàng.
Vườn quốc gia và các khu vực lân cận tạo thành khu dự trữ sinh quyển Tây Polesie, được UNESCO chỉ định vào năm 2002. Công viên tự nhiên quốc gia Shatsky nằm liền kề bên biên giới Ukraine. Công viên cũng được bảo vệ theo công ước Ramsar như một khu vực đất ngập nước quan trọng.

## Lịch sử chiến tranh thế giới II
Sau cuộc xâm lược Ba Lan, Đức Quốc xã đã lên kế hoạch thiết lập một "khu dành riêng cho người Do Thái" trong Công viên Quốc gia Polesie nổi tiếng với thiên nhiên đầm lầy.   Adolf Eichmann được giao nhiệm vụ loại bỏ tất cả người Do Thái khỏi Đức, Áo, và Người bảo hộ của Bohemia và Moravia để bảo lưu.  Kế hoạch ngắn hạn đầu tiên được thực hiện là tập trung người Do Thái xung quanh Nisko.  Sự trục xuất bắt đầu vào tháng 10 năm 1939.  " Kế hoạch Nisko " ban đầu dự định loại bỏ 80.000 người Do Thái khỏi cái gọi là Đại Đức Reich, đã bị hủy bỏ vào tháng 4 năm 1940.   95.000 người Do Thái chủ yếu từ Ba Lan đã bị trục xuất đến khu vực này.  Họ bị ép làm việc trong các trại RSHA của Generalplan Ost .  Tuy nhiên, đến giữa tháng 10, ý tưởng về "khu dành riêng cho người Do Thái" đã được hồi sinh.   hành động tái định cư được kết nối với kế hoạch này tiếp tục cho đến tháng 1 năm 1941 dưới Globocnik, và bao gồm cả người Do Thái và người Ba Lan.  51 trại đã được tạo ra, nhưng kế hoạch trục xuất thêm tới 600.000 người Do Thái bổ sung vào khu bảo tồn Lublin đã thất bại vì các yếu tố hậu cần.  Đáng chú ý, trong vòng chưa đầy hai năm, toàn bộ khu vực có thể dùng để giết chết hàng trăm ngàn người Do Thái trong Chiến dịch Reinhard. 

## Địa lý
Công viên nằm trên Łęczna - Włodawa Lakeland (Pojezierze czyńsko-Włodawskie ). Ở phía nam, nó giáp với vùng cao Lublin, ở phía bắc khu vực Podlaskie và phía tây Masovia. Các phần của khu rừng của nó có thể được coi là giống như lãnh nguyên duy nhất ở lục địa châu Âu và là đặc trưng của Siberia Nga. Địa hình của công viên bằng phẳng, với nhiều hồ và than bùn.

## Sinh thái học

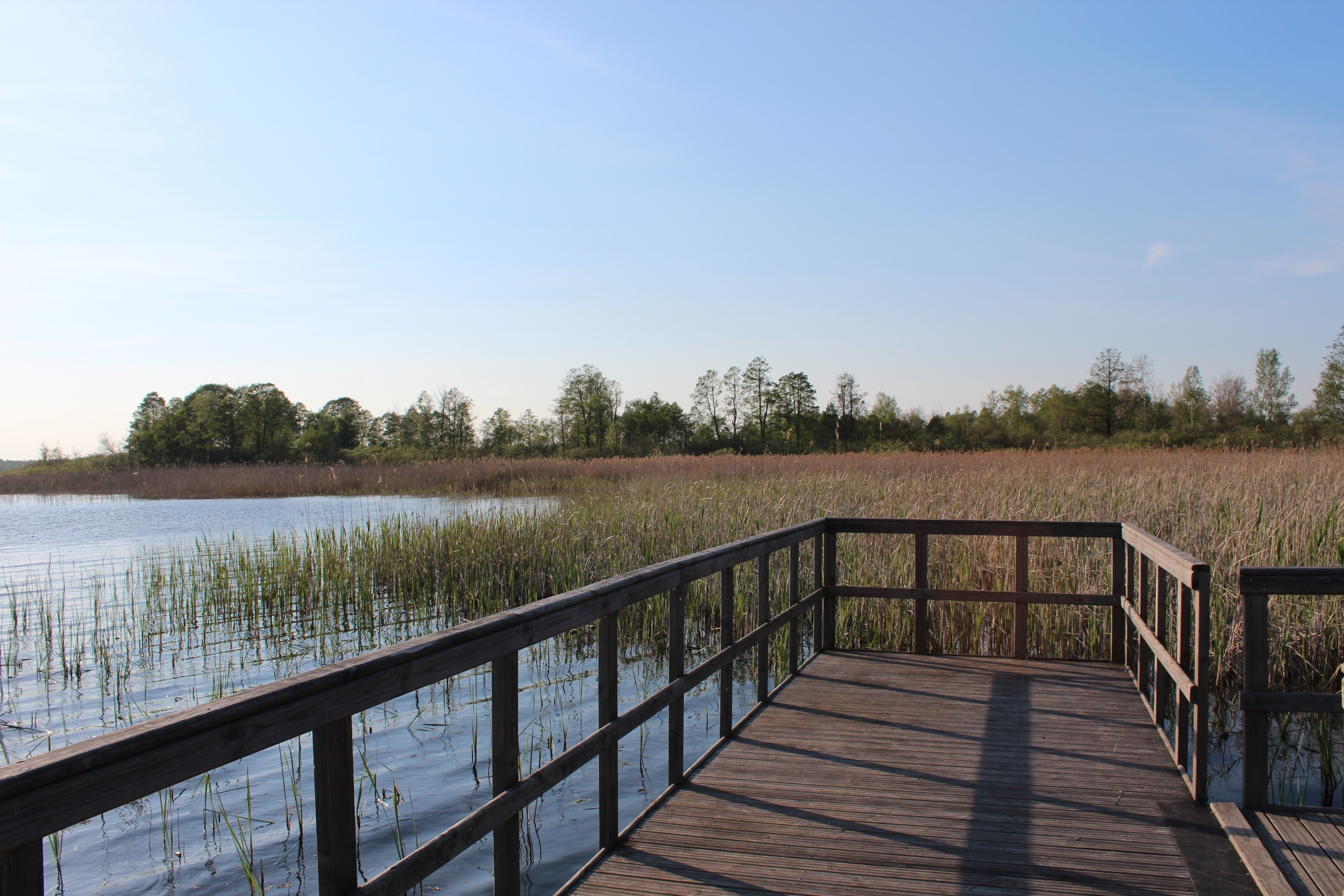
Hồ Łukie, với Đường mòn Spławy

Trong số các loài thực vật, phần lớn được tạo thành từ thực vật phương bắc, điển hình của các phần khác của Bắc Âu, nhưng cũng có một số hệ thực vật Đại Tây Dương, vì nó nằm trên biên giới của các vùng thực vật quan trọng này. Khu vực đặc biệt phong phú với hệ thực vật là Bagno Bubnów. Đời sống động vật rất phong phú, bao gồm 21 loài cá, 12 loài lưỡng cư, 6 loài bò sát và lên đến 150 loài chim (bao gồm một số đại bàng đang bị đe dọa). Trong số 35 loài động vật có vú, người ta có thể chỉ ra rái cá, nai sừng tấm, hải ly và dơi.
Các hệ sinh thái của đầm lầy và than bùn, thống trị cảnh quan của công viên, được coi là rất mỏng manh và có thể dễ dàng bị ảnh hưởng bởi một số yếu tố bên ngoài. Một số thay đổi đáng tiếc đã được thực hiện bằng cách thoát nước đầm lầy, diễn ra chủ yếu trong Thế chiến II, khi khu vực này trở thành tâm điểm của " Kế hoạch Lublin und Nisko " của Đức Quốc xã. Tuy nhiên, mối đe dọa quan trọng nhất đối với cuộc sống của công viên là sự gần gũi với Bể than Lublin, nằm cách khu bảo vệ của công viên chưa đầy 2 km.